# Capitolio de Valencia, Venezuela
El Capitolio de Valencia es una edificación construida entre 1768 y 1874 como convento de la congregación de las Carmelitas Descalzas y también sirvió de centro de enseñanza para los jóvenes. Fue sede de los tres Poderes Estadales desde 1874 (Ejecutivo, Legislativo y Judicial) en el Estado Carabobo de los Estados Unidos de Venezuela. Actualmente solo es la sede del Ejecutivo o Gobierno del Estado Carabobo. Se encuentra ubicado frente a la Plaza Sucre de Valencia.
Fue producto de profundas remodelaciones y restauraciones. En la antigua capilla se encuentra la obra del artista Arturo Michelena, "Bolívar en Carabobo" o también conocida como "Bolivar a Caballo" que representa a Simón Bolívar montado sobre su caballo preferido "Palomo" delante del Morro de San Diego, montaña ubicada en el municipio homónimo.
El lugar cuenta con visitas guiadas, en las cuales se les cuenta a los visitantes la historia del Palacio y se le entregan libros editados por el Gobierno del Estado Carabobo, donde aparecen fotos y datos específicos de la historia del Capitolio de Valencia.

## Historia
El inicio de su construcción fue el año de 1764 por el Obispo Antonio Diez de Madroñero, cuyo primer objetivo era el de establecer un hospital que fuera atendido por religiosas. En 1769 se abandona su construcción hasta el año de 1779, cuando se reanuda luego de la adquisición del edificio por la Catedral de Caracas. En esa ocasión, los terrenos fueron adquiridos por los hermanos Don Juan y Don Marcos Rodríguez y por el presbítero Don Juan Antonio Hernández Monagas. Estos fueron los que propician la continuación de la construcción para el establecimiento de un colegio de niñas, que funciona bajo la denominación de Convento de las Hermanas María de Carmelita por cerca de cien años.
El 2 de mayo de 1874, el colegio es clausurado por orden del Presidente de la República Antonio Guzmán Blanco, utilizándose desde entonces como Casa de Gobierno de la Provincia de Carabobo.